# Dolbina houlberti
Dolbina houlberti är en fjärilsart som beskrevs av Charles Oberthür 1920. Dolbina houlberti ingår i släktet Dolbina och familjen svärmare. Inga underarter finns listade i Catalogue of Life.